# كيث كوفمان
كيث كوفمان (بالإنجليزية: Keith Kauffman)‏ هو مهندس أمريكي، ولد في 9 يونيو 1950.